# John Perry (Philosoph)

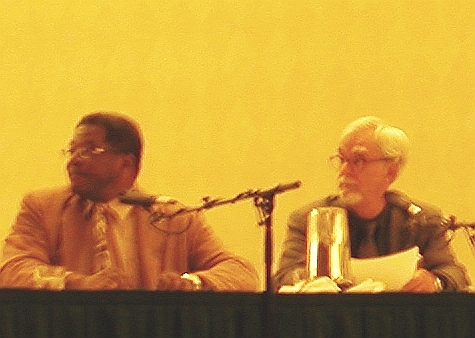
Ken Taylor und John Perry in einem philosophischen Disput

John R. Perry (* 16. Januar 1943 in Lincoln, Nebraska) ist ein amerikanischer Philosoph und emeritierter Professor an der Stanford University. 

## Leben
Perry erwarb seinen Ph.D. 1968 an der Cornell University. Nach Professuren an der University of California, Los Angeles und der University of Michigan lehrte Perry von 1974 bis 2008 an der Stanford University. Von 1993 bis 1994 war er Präsident der American Philosophical Association.
1999 erhielt er den Jean-Nicod-Preis für seine Leistung im Bereich der Philosophie des Geistes. 2011 bekam er den Ig-Nobelpreis für seine Theorie der Structured Procrastination, in der es heißt: „Um ein Überflieger zu sein, arbeite stets an etwas Wichtigem, um zu vermeiden, etwas zu tun, das noch wichtiger ist.“
Perrys Arbeitsgebiete umfassen die Sprachphilosophie, Situationssemantik (mit Jon Barwise), Theorien der Indexikalität, des Selbstbewusstseins und des generellen Bewusstseins. Einer breiten Öffentlichkeit wurde er durch die Radiosendung Philosophy Talk bekannt, die er wöchentlich mit dem Stanford-Professor Ken Taylor veranstaltet.